# Dead Fall (Prison Break)
Dead Fall este al  8-lea episod din sezonul al 2-lea al serialului de televiziune Prison Break.